# Walter Donaldson (jogador de snooker)
Walter Weir Wilson Donaldson (Coatbridge, North Lanarkshire, 2 de fevereiro de 1907 — Newport Pagnell, Buckinghamshire, em 24 de maio de 1973) foi um jogador profissional escocês de snooker e bilhar inglês que foi duas vezes campeão mundial de snooker profissional (1947, 1950). Em 2012, ele foi introduzido postumamente no Hall da Fama do Snooker da Associação Mundial de Bilhar e Snooker Profissional (em inglês:  World Professional Billiards and Snooker Association — sigla: WPBSA).

## Carreira
Ele venceu o Campeonato Britânico de Bilhar Inglês Sub-16 (em inglês:  British Junior English Billiards Championship) aos 15 anos, em 1922, e profissionalizou-se no ano seguinte. Ganhou o título do Campeonato Escocês de Bilhar Profissional (em inglês:  Scottish Professional Billiards Championship) seis vezes.
Não entrou na disputa do Campeonato Mundial de Snooker (em inglês:  World Snooker Championship) até 1933, quando perdeu nas semifinais para o inglês Joe Davis. Ele não voltou a participar até 1939 e chegou às quartas de final, indo melhor no ano seguinte. Após servir no Exército da Índia Britânica na Segunda Guerra Mundial, e após a aposentadoria de Joe Davis, disputou com o inglês Fred Davis a posição de número um do snooker mundial. Quando o Campeonao Mundial recomeçou em 1946, ele estabeleceu um novo recorde mundial com um break de 142. No ano seguinte, ele alcançou a primeira de suas oito finais mundiais consecutivas, na primeira delas e, para surpresa de muitos, venceu Fred Davis por 82–63 e conquistou o título. Fred venceu os dois seguintes (1948–1949), mas Walter voltou a vencer em 1950 e tornou-se campeão pela segunda vez. Fred levou a melhor nas quatro finais seguintes (1951–1954).
Aos 47 anos, Walter decidiu pendurar o taco para sempre.

## Finais na carreira

### Snooker(4 títulos)
| Resultado    | Ano  | Campeonato                                       | Oponente na final    | Placar | Ref.   |
| ------------ | ---- | ------------------------------------------------ | -------------------- | ------ | ------ |
| Campeão      | 1932 | Billiard Professionals' Association Championship | AE Bridgewater (ENG) | 4–3    | [ 5 ]  |
| Campeão      | 1946 | Albany Club Professional Snooker Tournament      | Alec Brown (SCO)     | 20–11  | [ 6 ]  |
| Campeão      | 1947 | Campeonato Mundial de Snooker                    | Fred Davis (ENG)     | 82–63  | [ 7 ]  |
| Vice-campeão | 1948 | Campeonato Mundial de Snooker                    | Fred Davis (ENG)     | 61–84  | [ 7 ]  |
| Vice-campeão | 1949 | Campeonato Mundial de Snooker                    | Fred Davis (ENG)     | 65–80  | [ 7 ]  |
| Campeão      | 1950 | Campeonato Mundial de Snooker                    | Fred Davis (ENG)     | 51–46  | [ 7 ]  |
| Vice-campeão | 1951 | Campeonato Mundial de Snooker                    | Fred Davis (ENG)     | 39–58  | [ 7 ]  |
| Vice-campeão | 1952 | Campeonato Mundial de Jogos Profissionais        | Fred Davis (ENG)     | 35–38  | [ 8 ]  |
| Vice-campeão | 1953 | Campeonato Mundial de Jogos Profissionais        | Fred Davis (ENG)     | 34–37  | [ 9 ]  |
| Vice-campeão | 1954 | Campeonato Mundial de Jogos Profissionais        | Fred Davis (ENG)     | 26–45  | [ 10 ] |

### Bilhar inglês (8 títulos)
| Resultado | Ano  | Campeonato                                      | Oponente na final | Placar      | Ref.          |
| --------- | ---- | ----------------------------------------------- | ----------------- | ----------- | ------------- |
| Campeão   | 1922 | Campeonato Britânico de Bilhar Inglês Sub-16    | Harold Renaut     | 1 000–686   | [ 11 ] [ 12 ] |
| Campeão   | 1929 | Campeonato Escocês de Bilhar Profissional       | Alexander Taylor  | 7 000–5 124 | [ 13 ] [ 14 ] |
| Campeão   | 1930 | Campeonato Escocês de Bilhar Profissional       | Alexander Taylor  | 7 000–6 505 | [ 15 ]        |
| Campeão   | 1931 | Campeonato Escocês de Bilhar Profissional       | Willie Smith      | 7 847–5 048 | [ 16 ]        |
| Campeão   | 1932 | Campeonato Escocês de Bilhar Profissional       | Alexander Taylor  | 7 335–4 150 | [ 17 ]        |
| Campeão   | 1932 | Campeonato da Associação de Bilhar Profissional | L.W. Bateman      | 2 500–2 486 | [ 18 ]        |
| Campeão   | 1934 | Campeonato Escocês de Bilhar Profissional       | W. Hefferman      | 7 000–3 434 | [ 19 ]        |
| Campeão   | 1938 | Campeonato Escocês de Bilhar Profissional       | Harry Stokes      | 7 000–5 336 | [ 20 ]        |